# Eremophilus mutisii
Eremophilus mutisii — вид риб з підродини Trichomycterinae родини Trichomycteridae ряду сомоподібні. Наукова назва походить від грецьких слів eremos, тобто «один», «одинак», та philein — «подібний». Єдиний представник роду Eremophilus.

## Опис
Загальна довжина сягає 30 см. Голова коротка, звужена. Очі маленькі. Є дві пари коротких вусів. Тулуб масивний, сильно стиснутий з боків. Центральна частина шлунка васкуляризована. Плавальний міхур невеличкий, що пов'язано з донним способом життя. Спинний плавець розташований на хвостовому стеблі, неподалік від хвостового плавця. Жировий плавець відсутній. Грудні плавці широкі, з короткою основою. Черевні плавці відсутні. Анальний плавець короткуватий, округлий. Хвостовий плавець великий, широкий, усічений.
Забарвлення темно-сіре.

## Спосіб життя
Це демерсальна риба. Воліє до прісної води. Зустрічається в річках. Здатна дихати повітрям завдяки особливості будови свого шлунка. Дихання відбувається у гіпоксичних і нормоксичих водах. Є рибою-паразитом. Живиться кров'ю дуже великих риб.
Є об'єктом місцевого рибальства. Зазвичай її вживають представники корінних індіанських народів або сільські мешканці. У давнину розведенням цього сому займалися муїски.

## Розповсюдження
Є ендеміком Колумбії, зазвичай у річці Богота.